# Хлодомер
Хлодомер (или Хлодомир; 495 — 21 июня 524) — правивший в Орлеанском королевстве в 511 — 524 годах король франков из династии Меровингов.
Второй сын короля Хлодвига I и Клотильды Бургундской (первенец Ингомер умер в младенчестве).
Имя «Хлодомер» состоит из двух частей — корней hlod (то есть «прославленный», «выдающийся», «именитый») и mir, mer (что переводится как «большой», «великий»). Таким образом «Хлодомер» означает с франкского «Славный великим» или «Великославный».

## Биография

### Королевство Хлодомера
После смерти Хлодвига I в 511 году Хлодомер и трое его братьев Теодорих, Хильдеберт и Хлотарь поделили между собой Франкское королевство. Большая часть досталась старшему из них — Теодориху, остальное же было поделено примерно поровну между сыновьями Клотильды Бургундской. Хлодомер получил территорию в бассейне Луары, так называемое королевство Орлеанское, куда входили области Труа, Санс, Оксерр, Мелён, Орлеан, Шартр, Анжер и Нант, с юга к этой территории примыкали Тур, Бурж, Пуатье и Лимож. Столицей Хлодомера был город Орлеан.

### Войны с бургундами. Смерть Хлодомера
В 523 году Клотильда Бургундская обратилась к Хлодомеру и остальным своим сыновьям с просьбой отомстить бургундам за смерть своих родителей, убитых по приказу короля бургундов Гундобада. «Да не раскаюсь я в том, что я вас, дорогие мои дети, воспитала с любовью. Разделите со мной мою обиду и постарайтесь умело отомстить за смерть моего отца и моей матери».
Хлодомер, Хильдеберт I и Хлотарь I заключили союз с остготами, король которых Теодорих Великий также горел жаждой мщения бургундам. Дело в том, что после смерти дочери Теодориха Остроготы, король бургундов Сигизмунд женатый на ней, по наущению своей новой жены умертвил своего сына от прежнего брака Сигериха, являвшегося также внуком Теодориха. Отношения бургундов и остготов, и так непростые, после этого обострились до крайности. Остготы с готовностью поддержали франков и сообща они выступили против королей бургундов Сигизмунда и Годомара сыновей Гундобада, зажав бургундов между двумя фронтами.
Пока Сигизмунд тщетно пытался отразить франкское нашествие, остготское войско под командованием Тулуина переправилось через реку Дюранс и, двинувшись на север, заняло ряд бургундских городов, захватив, таким образом, по меньшей мере, земли между Дюрансом и Дромом, а скорее всего, и до самого Изера. Франки же, наступая с севера, разбили бургундское войско в сражении. Годомар бежал, а сам Сигизмунд попытался скрыться в монастыре в Акавне, но был схвачен вместе с женой и сыновьями Хлодомером, доставлен в окрестности Орлеана и заключён под стражу.
После того как франкские короли ушли, брат Сигизмунда Годомар собрал бургундов и отвоевал королевство. Тогда Хлодомер, намереваясь выступить против Годомара, 1 мая 524 года убил Сигизмунда с женой и детьми, несмотря на заступничество знаменитого в то время аббата Авита, а их трупы бросил в колодец около Коломны, деревни в окрестностях Орлеана.
Затем он призвал на помощь брата Теодориха I, женатого на дочери умерщвлённого Сигизмунда, и тот не осознавая того, что этим он оскорбляет память своего тестя, принял участие в походе. Сообща они двинулись в Бургундию и в местечке Виронции (ныне Везеронс-Кюртен), что в окрестностях города Вьенна 21 июня 524 года вступили в бой с бургундами. Франки, опрокинув строй бургундов, начали преследовать отступавших врагов. Однако Хлодомер, увлёкшись погоней, был окружён и обезглавлен. Гибель одного из франкских королей позволила бургундам одержать победу.

### Убийство наследников Хлодомера
После смерти Хлодомера его брат Хлотарь I женился на его жене Гунтеке, а его троих малолетних сыновей Теодебальда, Гунтара и Хлодоальда, взяла на воспитание его мать, вдовствующая королева Клотильда Бургундская. Хильдеберт I и Хлотарь I, под предлогом возвести их на престол, захватили десятилетнего Теодебальда и семилетнего Гунтара, после чего послали к своей матери Клотильде Аркадия, внука Сидония Аполлинария, после разгрома Оверни в 531 году находящегося на службе у Хильдеберта I. Придя к королеве с ножницами и обнаженным мечом, он показал ей и то, и другое и сказал: «О славнейшая королева, твои сыновья, а наши господа-повелители ожидают твоего решения по поводу участи детей. Прикажешь ли ты обрезать им волосы и оставить их в живых или же обоих убить?». Застигнутая врасплох Клотильда отвечала так, как подобало королеве Меровингской династии, но не христианской святой и не любящей бабушке: «Я ни за что не хочу, чтобы они были острижены». После этого дядьям оставалось лишь собственноручно привести «приговор» в исполнение. Хлотарь уже прикончил свою жертву, когда Хильдебертом овладела жалость. Чуждый таких колебаний Хлотарь — самый свирепый из сыновей Хлодвига — лично зарезал и второго племянника. Верные люди укрыли третьего — Хлодоальда (Святого Клода) от гибели в монастыре; в дальнейшем он стал монахом и основал близ Парижа монастырь в местности, хранящей его имя (Сен-Клу). Хлодоальд умер в 560 году. Впоследствии был провозглашен святым. Этот случай перехода принца Меровингской династии в духовное сословие был исключительно редким и отнюдь не добровольным: мешали старые представления о позоре острижения волос.
Земли же Хлодомера Хлотарь I и Хильдеберт I поделили между собой. Позже Теодорих, который не принимал участия в этой резне, потребовал свою долю и получил Оксер, Берри и Санс.

### Жёны и дети
- с 517 года — Гунтека Бургундская (около 490 — около 532)
  - Теодебальд (521—531)
  - Гунтар (524—531)
  - Хлодоальд (522—560), впоследствии канонизированный под именем святого Клода

### Исторические карты
- Франкское королевство
- Варвары
- Франкское государство в VI веке
- Держава Меровингов
- Франкское государство в конце V — первой половине IX в.
- Меровингская Галлия. VI в.
- Франкское государство в V — первой половине VI в.